# Kupun Wisil
Kupun Wisil (né le 5 juillet 1995 à Lae) est un athlète papouasien, spécialiste du sprint.
Son record personnel sur 100 m est de 10 s 59 (+1.4) obtenu à Mata Utu, le 4 septembre 2013, lors des Mini-Jeux du Pacifique de 2013.